# Grandyle Village
Grandyle Village est une census-designated place du comté d'Érié, dans l'État de New York, aux États-Unis,. En 2020, elle compte une population de 4 805 habitants.